# RK Bosna Sarajevo
Lo Rukometni klub Bosna Sarajevo è una squadra di pallamano maschile bosniaca con sede a Sarajevo.
È stata fondata nel 1948.

## Palmarès

### Trofei nazionali
- Coppa di Jugoslavia di pallamano maschile: 1
  - 1962-1963
- Campionato bosniaco di pallamano maschile: 7
  - 2002-2003, 2005-2006, 2006-2007, 2007-2008, 2008-2009, 2009-2010, 2010-2011